# Red Bull MotoGP Rookies Cup 2011
Der Red Bull MotoGP Rookies Cup 2011 war der fünfte in der Geschichte des FIM-Red Bull MotoGP Rookies Cups.
Es wurden 14 Rennen bei acht Veranstaltungen ausgetragen.

## Punkteverteilung
Meister wurde derjenige Fahrer, der bis zum Saisonende die meisten Punkte in der Meisterschaft gesammelt hatte. Bei der Punkteverteilung wurden die Platzierungen im Gesamtergebnis des jeweiligen Rennens berücksichtigt. Die 15 erstplatzierten Fahrer jedes Rennens erhielten Punkte nach folgendem Schema:
Weltmeister wird derjenige Fahrer beziehungsweise der Hersteller, der bis zum Saisonende die meisten Punkte in der Weltmeisterschaft angesammelt hat. Bei der Punkteverteilung werden die Platzierungen im Gesamtergebnis des jeweiligen Rennens berücksichtigt. Die fünfzehn erstplatzierten Fahrer jedes Rennens erhalten Punkte nach folgendem Schema:
| Punkteverteilung | Punkteverteilung | Punkteverteilung | Punkteverteilung | Punkteverteilung | Punkteverteilung | Punkteverteilung | Punkteverteilung | Punkteverteilung | Punkteverteilung | Punkteverteilung | Punkteverteilung | Punkteverteilung | Punkteverteilung | Punkteverteilung | Punkteverteilung |
| ---------------- | ---------------- | ---------------- | ---------------- | ---------------- | ---------------- | ---------------- | ---------------- | ---------------- | ---------------- | ---------------- | ---------------- | ---------------- | ---------------- | ---------------- | ---------------- |
| Platz            | 1                | 2                | 3                | 4                | 5                | 6                | 7                | 8                | 9                | 10               | 11               | 12               | 13               | 14               | 15               |
| Punkte           | 25               | 20               | 16               | 13               | 11               | 10               | 9                | 8                | 7                | 6                | 5                | 4                | 3                | 2                | 1                |

In die Wertung kamen alle erzielten Resultate.

## Rennkalender
|   | Lauf | Datum        | Lauf           | Strecke                                                      | Streckenlayout |
| - | ---- | ------------ | -------------- | ------------------------------------------------------------ | -------------- |
| 1 | 1    | 2. April     | Spanien        | Circuito de Jerez (Jerez de la Frontera)                     |                |
| 1 | 2    | 3. April     | Spanien        | Circuito de Jerez (Jerez de la Frontera)                     |                |
| 2 | 1    | 30. April    | Portugal       | Circuito do Estoril (Estoril)                                |                |
| 2 | 2    | 1. Mai       | Portugal       | Circuito do Estoril (Estoril)                                |                |
| 3 | 1    | 11. Juni     | Großbritannien | Silverstone Circuit (Silverstone)                            |                |
| 3 | 2    | 12. Juni     | Großbritannien | Silverstone Circuit (Silverstone)                            |                |
| 4 | 1    | 24. Juni     | Niederlande    | TT Circuit Assen (Assen)                                     |                |
| 4 | 2    | 25. Juni     | Niederlande    | TT Circuit Assen (Assen)                                     |                |
| 5 | –    | 2. Juli      | Italien        | Autodromo Internazionale del Mugello (Scarperia e San Piero) |                |
| 6 | 1    | 16. Juli     | Deutschland    | Sachsenring (Hohenstein-Ernstthal)                           |                |
| 6 | 2    | 17. Juli     | Deutschland    | Sachsenring (Hohenstein-Ernstthal)                           |                |
| 7 | 1    | 13. August   | Tschechien     | Automotodrom Brno (Brünn)                                    |                |
| 7 | 2    | 14. August   | Tschechien     | Automotodrom Brno (Brünn)                                    |                |
| 8 | –    | 3. September | San Marino     | Misano World Circuit Marco Simoncelli (Misano Adriatico)     |                |

## Rennergebnisse
|   | Lauf | Datum  | Rennen         | Strecke     | Platz 1             | Platz 2             | Platz 3             | Pole-Position     | schn. Rennrunde     | Gesamtführender Fahrer |
| - | ---- | ------ | -------------- | ----------- | ------------------- | ------------------- | ------------------- | ----------------- | ------------------- | ---------------------- |
| 1 | 1    | 02.04. | Spanien        | Jerez       | Philipp Öttl        | Brad Binder         | Alan Techer         | Brad Binder       | Philipp Öttl        | Philipp Öttl           |
| 1 | 2    | 03.04. | Spanien        | Jerez       | Arthur Sissis       | Philipp Öttl        | Aaron España        | Brad Binder       | Philipp Öttl        | Philipp Öttl           |
| 2 | 1    | 30.04. | Portugal       | Estoril     | Brad Binder         | Arthur Sissis       | Lorenzo Baldassarri | Brad Binder       | Brad Binder         | Arthur Sissis          |
| 2 | 2    | 01.05. | Portugal       | Estoril     | Arthur Sissis       | Lorenzo Baldassarri | Xavier Pinsach      | Brad Binder       | Aaron España        | Arthur Sissis          |
| 3 | 1    | 11.06. | Großbritannien | Silverstone | Lukas Trautmann     | Ivo Lopes           | Kevin Argino        | Alan Techer       | Lorenzo Baldassarri | Arthur Sissis          |
| 3 | 2    | 12.06. | Großbritannien | Silverstone | Lorenzo Baldassarri | Lukas Trautmann     | Alan Techer         | Alan Techer       | Lorenzo Baldassarri | Arthur Sissis          |
| 4 | 1    | 24.06. | Niederlande    | Assen       | Lorenzo Baldassarri | Arthur Sissis       | James Flitcroft     | James Flitcroft   | Lorenzo Baldassarri | Arthur Sissis          |
| 4 | 2    | 25.06. | Niederlande    | Assen       | Arthur Sissis       | Lorenzo Baldassarri | Florian Alt         | James Flitcroft   | Florian Alt         | Arthur Sissis          |
| 5 | –    | 02.06. | Italien        | Mugello     | Arthur Sissis       | Tomáš Vavrouš       | Aaron España        | Stefano Valtulini | Philipp Öttl        | Arthur Sissis          |
| 6 | 1    | 16.07. | Deutschland    | Sachsenring | Philipp Öttl        | Brad Binder         | Scott Deroue        | Philipp Öttl      | Philipp Öttl        | Arthur Sissis          |
| 6 | 2    | 17.07. | Deutschland    | Sachsenring | Alan Techer         | Florian Alt         | Willi Albert        | Philipp Öttl      | Florian Alt         | Lorenzo Baldassarri    |
| 7 | 1    | 13.08. | Tschechien     | Brünn       | Joe Roberts         | Arthur Sissis       | Tomáš Vavrouš       | Florian Alt       | Scott Deroue        | Arthur Sissis          |
| 7 | 2    | 14.08. | Tschechien     | Brünn       | Alan Techer         | Tomáš Vavrouš       | Scott Deroue        | Florian Alt       | Joe Roberts         | Lorenzo Baldassarri    |
| 8 | –    | 03.09. | San Marino     | Misano      | Florian Alt         | Philipp Öttl        | Lorenzo Baldassarri | Florian Alt       | Florian Alt         | Lorenzo Baldassarri    |

## Fahrerwertung
| Pos. | Fahrer               | Spanien | Spanien | Portugal | Portugal | Vereinigtes Konigreich | Vereinigtes Konigreich | Niederlande | Niederlande | Italien | Deutschland | Deutschland | Tschechien | Tschechien | San Marino | Gesamt |
| Pos. | Fahrer               | L1      | L2      | L1       | L2       | L1                     | L2                     | L1          | L2          | Italien | L1          | L2          | L1         | L2         | San Marino | Gesamt |
| ---- | -------------------- | ------- | ------- | -------- | -------- | ---------------------- | ---------------------- | ----------- | ----------- | ------- | ----------- | ----------- | ---------- | ---------- | ---------- | ------ |
| 1    | Lorenzo Baldassarri  | 4       | 12      | 3        | 2        | 4                      | 1                      | 1           | 2           | 4       | 6           | 4           | 6          | 6          | 3          | 208    |
| 2    | Arthur Sissis        | 6       | 1       | 2        | 1        | 9                      | 7                      | 2           | 1           | 1       | 18          | NC          | 2          | NC         | 4          | 199    |
| 3    | Alan Techer          | 3       | NC      | 4        | 4        | 6                      | 3                      | NC          | 4           | 8       | 4           | 1           | NC         | 1          | 6          | 162    |
| 4    | Philipp Öttl         | 1       | 2       |          |          | 17                     | NC                     | 7           | 9           | 5       | 1           | 6           | 9          | 9          | 2          | 141    |
| 5    | Tomáš Vavrouš        | NC      | NC      | NC       | 11       | 12                     | 10                     | 16          | 6           | 2       | 5           | 5           | 3          | 2          | 5          | 114    |
| 6    | Florian Alt          | 5       | NC      |          |          | 8                      | NC                     | 17          | 3           | 6       | 14          | 2           | 11         | 8          | 1          | 105    |
| 7    | Brad Binder          | 2       | NC      | 1        | 17       | 15                     | NC                     | 10          | 20          | 10      | 2           | 9           | 12         | 10         | NC         | 95     |
| 8    | Ivo Lopes            | 20      | 8       | 6        | NC       | 2                      | 4                      | 4           | 16          | 22      | 10          | 12          | 14         | 7          | 8          | 93     |
| 9    | Xavier Pinsach       | 7       | NC      | 7        | 3        | 14                     | 5                      | NC          | 5           | 7       | NC          | 7           | 5          | NC         |            | 87     |
| 10   | Lukas Trautmann      | 10      | NC      | 10       | 6        | 1                      | 2                      | 5           | 18          | 21      | 16          | NC          | 19         | NC         | 12         | 82     |
| 11   | Stefano Valtulini    | 15      | NC      | 16       | 14       | 7                      | 6                      | 12          | 8           | 12      | 15          | 8           | 4          | 5          | 9          | 78     |
| 12   | Joe Roberts          | 12      | 9       | 11       | 5        | 16                     | 14                     | 13          | 15          | 16      | 17          | NC          | 1          | 12         | 13         | 65     |
| 13   | Aaron España         | 8       | 3       | 8        | 8        | NC                     | NC                     | 18          | 11          | 3       | NC          | 18          | 22         | 16         | 21         | 61     |
| 14   | Kevin Argino         | 17      | 4       | 14       | 10       | 3                      | NC                     | 6           | 13          | 20      | 13          | NC          | 10         | 14         | 16         | 61     |
| 15   | Scott Deroue         | 23      | 11      | 17       | NC       | 19                     | 15                     | 9           | 7           | 14      | 3           | 16          | 16         | 3          | 20         | 56     |
| 16   | Joakim Niemi         | 19      | 5       | 5        | 7        | NC                     | NC                     | 8           | NC          | 13      | 7           | NC          | 13         | 15         | 17         | 55     |
| 17   | James Flitcroft      | NC      | 7       | NC       | 9        | 18                     | 11                     | 3           | NC          | NC      | NC          | 17          | 21         | 4          | NC         | 50     |
| 18   | Hafiq Azmi           | 16      | NC      | NC       | 15       | 5                      | 8                      | 11          | NC          | 17      | 11          | 11          | 7          | 19         | 19         | 44     |
| 19   | Kyle Ryde            | 13      | 6       | 12       | 12       | 23                     | NC                     | 20          | 14          | 18      | 12          | 14          | 20         | 11         | 7          | 43     |
| 20   | Andrea Migno         | 11      | NC      | 9        | NC       | 21                     | 16                     | 19          | 10          | 15      | 8           | 10          | 15         | 13         | 14         | 39     |
| 21   | Willi Albert         | 21      | NC      | 18       | NC       | 11                     | 17                     | 14          | 12          | 11      | 20          | 3           | 17         | 18         | 15         | 33     |
| 22   | Max Enderlein        | 14      | 10      | 15       | 16       | 20                     | 9                      | NC          | 19          | 19      | 9           | 13          | 18         | 17         | 11         | 31     |
| 23   | Javier Orellana      | 9       | NC      |          |          | 13                     | 13                     | 15          | NC          | 9       | 19          | 15          | 8          | NC         | 18         | 30     |
| 24   | Josep García Montañá | 22      | 13      | 13       | 13       | 10                     | NC                     |             |             |         |             |             | NC         | 20         | 10         | 21     |
| 25   | Deni Cudic           | 18      | NC      | NC       | NC       | 22                     | 12                     | 21          | 17          | NC      |             |             |            |            |            | 4      |

| Farbe         | Bedeutung                               |
| ------------- | --------------------------------------- |
| Gold          | Sieger                                  |
| Silber        | 2. Platz                                |
| Bronze        | 3. Platz                                |
| Grün          | Platzierung in den Punkten              |
| Blau          | Klassifiziert außerhalb der Punkteränge |
| Violett       | Rennen nicht beendet (DNF)              |
| Violett       | nicht klassifiziert (NC)                |
| Rot           | nicht qualifiziert (DNQ)                |
| Schwarz       | disqualifiziert (DSQ)                   |
| Weiß          | nicht am Start (DNS)                    |
| Weiß          | zurückgezogen (WD)                      |
| Weiß          | Rennen abgesagt (C)                     |
| ohne Farbe    | nicht am Training teilgenommen (DNP)    |
| ohne Farbe    | verletzt oder krank (INJ)               |
| ohne Farbe    | ausgeschlossen (EX)                     |
| ohne Farbe    | nicht erschienen (DNA)                  |
| fett          | Pole-Position                           |
| kursiv        | Schnellste Rennrunde                    |
| unterstrichen | WM-Führung                              |
| hochgestellt  | Platzierung im Sprintrennen             |